# Grijze slanke lori
De grijze slanke lori (Loris lydekkerianus) is een zoogdier uit de familie van de loriachtigen (Lorisidae). De wetenschappelijke naam van de soort werd voor het eerst geldig gepubliceerd door Ángel Cabrera in 1908.

## Taxonomie
Tot 2023 werd de soort Loris malabaricus als ondersoort van de grijze slanke lori gerekend, maar uit een genetische studie bleek het een aparte soort te zijn.

### Ondersoorten
De soort heeft de volgende vier ondersoorten:
- Loris lydekkerianus lydekkerianus Cabrera, 1908 – komt voor in zuidoostelijk India.
- Loris lydekkerianus grandis Osman Hill & Phillips, 1932 – komt voor in het district Kandy van Sri Lanka.
- Loris lydekkerianus nordicus Osman Hill, 1933 – komt voor het noorden van Sri Lanka.
- Loris lydekkerianus uva Gamage et al., 2017 – komt voor in de provincie Uva van Sri Lanka.

## Voorkomen
De soort komt voor in zuidoost India en op Sri Lanka.